# Saint-Grégoire-du-Vièvre
Pour les articles homonymes, voir Saint-Grégoire.
Saint-Grégoire-du-Vièvre est une commune française située dans le département de l'Eure, en région Normandie.

## Géographie

### Localisation
Saint-Grégoire-du-Vièvre est une commune du Nord-Ouest du département de l'Eure. Elle se situe à l'est de la région naturelle du Lieuvin et à l'ouest de la vallée de la Risle laquelle marque la limite avec le plateau du Neubourg. À vol d'oiseau, la commune est à 8 km à l'ouest de Montfort-sur-Risle, à 13,5 km au sud de Pont-Audemer, à 42 km au sud-ouest de Rouen et à 48 km au nord-ouest d'Évreux.
| Saint-Georges-du-Vièvre | Saint-Pierre-des-Ifs, Saint-Philbert-sur-Risle |                    |
| Saint-Georges-du-Vièvre | Saint-Grégoire-du-Vièvre                       | Freneuse-sur-Risle |
| Saint-Georges-du-Vièvre | Saint-Benoît-des-Ombres Livet-sur-Authou       | Livet-sur-Authou   |

### Hydrographie
La commune est située dans le bassin Seine-Normandie. Elle est drainée par le fossé 01 de la commune de Saint-Georges-du-Vievre, le fossé 01 de la commune de Saint-Gregoire-du-Vievre et le ruisseau de la Croix Blanche,,.

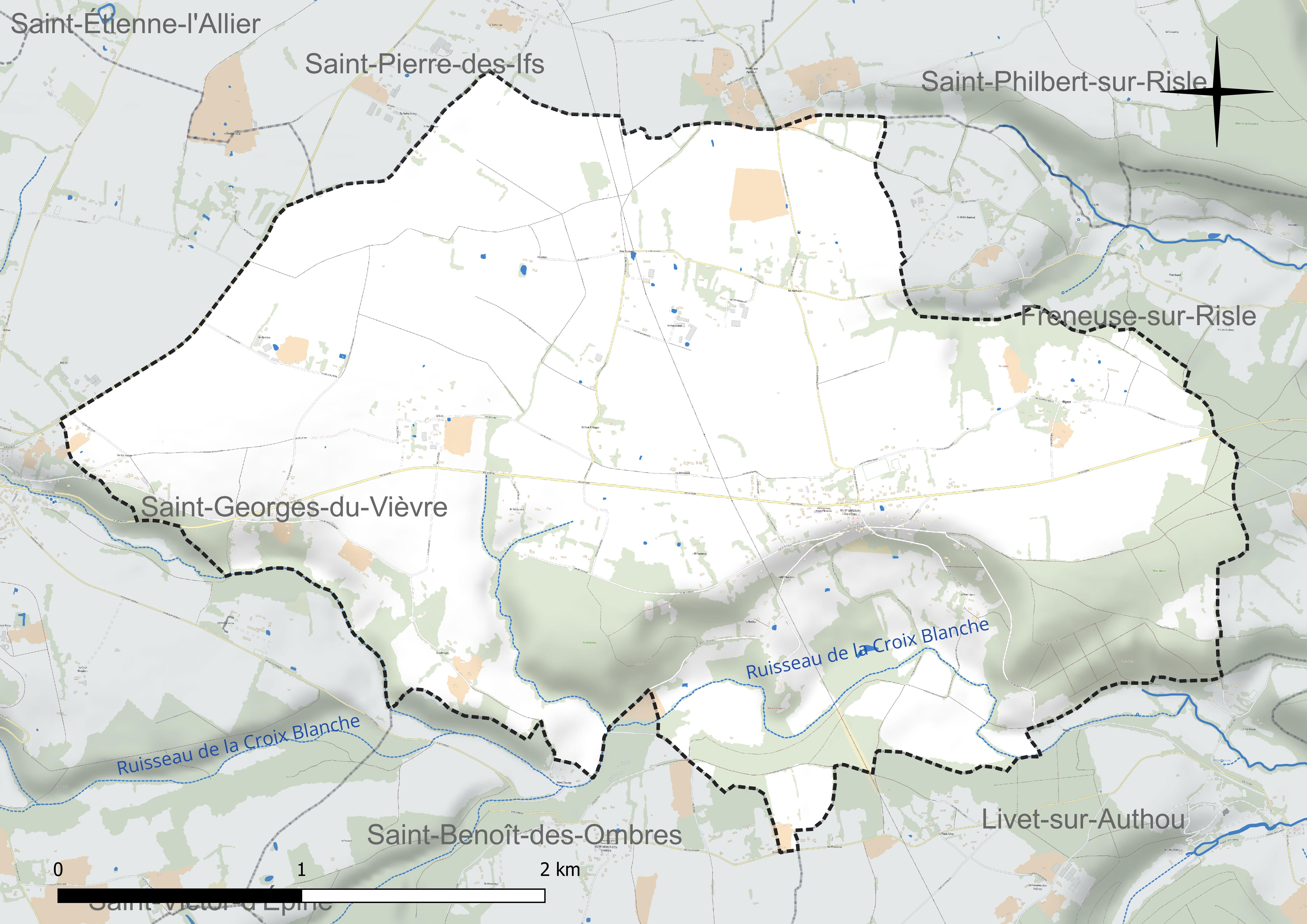
Réseau hydrographique de Saint-Grégoire-du-Vièvre.

### Climat
Pour des articles plus généraux, voir Climat de la Normandie et Climat de l'Eure.
En 2010, le climat de la commune est de type climat océanique altéré, selon une étude du CNRS s'appuyant sur une série de données couvrant la période 1971-2000. En 2020, Météo-France publie une typologie des climats de la France métropolitaine dans laquelle la commune est exposée à un climat océanique et est dans la région climatique  Côtes de la Manche orientale, caractérisée par un faible ensoleillement (1 550 h/an) ; forte humidité de l’air (plus de 20 h/jour avec humidité relative > 80 % en hiver), vents forts fréquents. Parallèlement le GIEC normand, un groupe régional d’experts sur le climat, différencie quant à lui, dans une étude de 2020, trois grands types de climats pour la région Normandie, nuancés à une échelle plus fine par les facteurs géographiques locaux. La commune est, selon ce zonage, exposée à un « climat contrasté des collines », correspondant au Pays d’Auge, Lieuvin et Roumois, moins directement soumis aux flux océaniques et connaissant toutefois des précipitations assez marquées en raison des reliefs collinaires qui favorisent leur formation.
Pour la période 1971-2000, la température annuelle moyenne est de 10,4 °C, avec  une amplitude thermique annuelle de 13,7 °C. Le cumul annuel moyen de précipitations est de 825 mm, avec 13 jours de précipitations en janvier et 8,3 jours en juillet. Pour la période 1991-2020, la température moyenne annuelle observée sur la station météorologique la plus proche, située sur la commune de Brionne à 8 km à vol d'oiseau, est de 11,5 °C et le cumul annuel moyen de précipitations est de 791,7 mm,. Pour l'avenir, les paramètres climatiques de la commune estimés pour 2050 selon différents scénarios d’émission de gaz à effet de serre sont consultables sur un site dédié publié par Météo-France en novembre 2022.

## Urbanisme

### Typologie
Au 1er janvier 2024, Saint-Grégoire-du-Vièvre est catégorisée commune rurale à habitat dispersé, selon la nouvelle grille communale de densité à 7 niveaux définie par l'Insee en 2022.
Elle est située hors unité urbaine et hors attraction des villes,.

### Occupation des sols
L'occupation des sols de la commune, telle qu'elle ressort de la base de données européenne d’occupation biophysique des sols Corine Land Cover (CLC), est marquée par l'importance des territoires agricoles (82 % en 2018), une proportion identique à celle de 1990 (82 %). La répartition détaillée en 2018 est la suivante : 
prairies (41,2 %), terres arables (40,5 %), forêts (18 %), zones agricoles hétérogènes (0,3 %). L'évolution de l’occupation des sols de la commune et de ses infrastructures peut être observée sur les différentes représentations cartographiques du territoire : la carte de Cassini (XVIIIe siècle), la carte d'état-major (1820-1866) et les cartes ou photos aériennes de l'IGN pour la période actuelle (1950 à aujourd'hui).

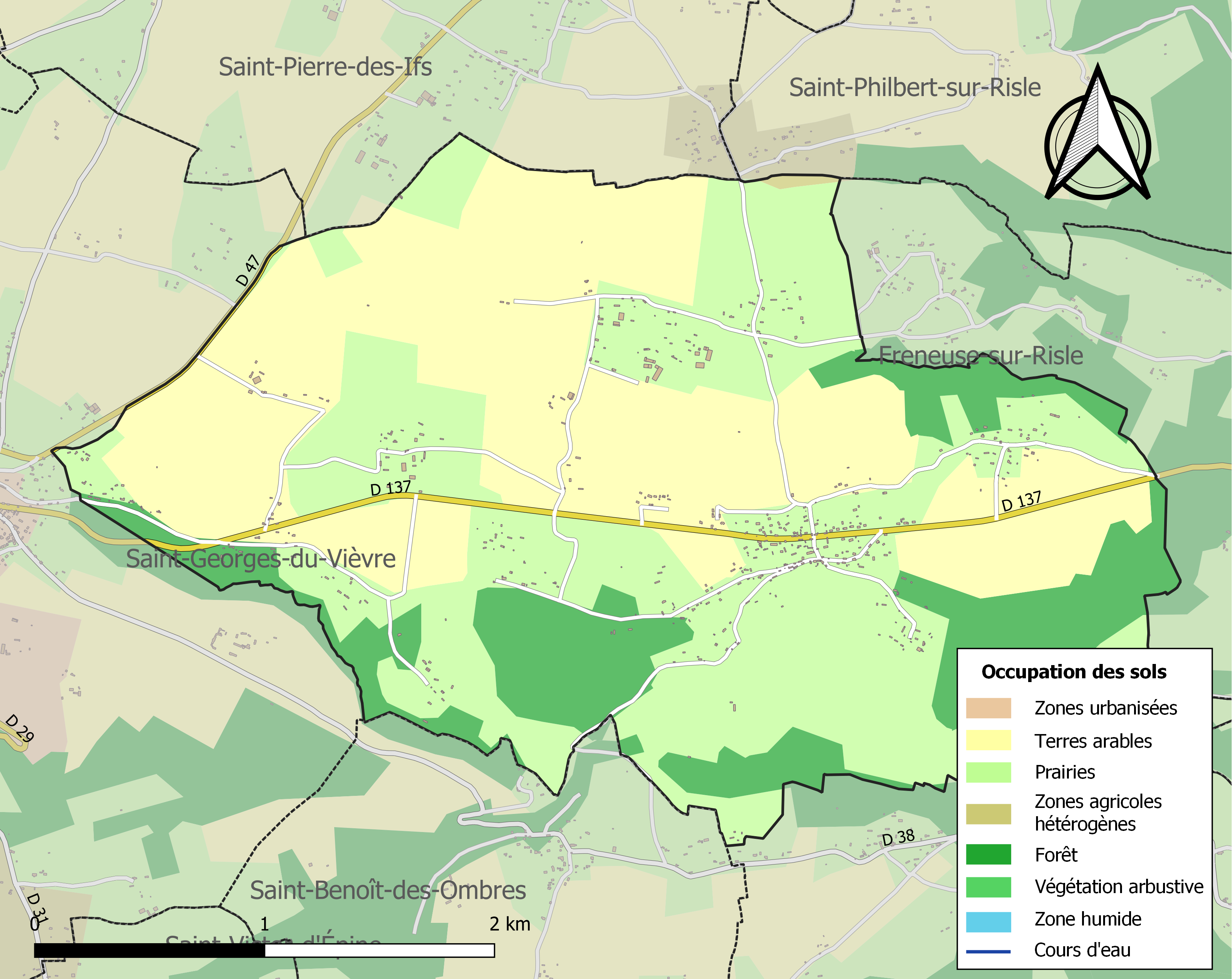
Carte des infrastructures et de l'occupation des sols de la commune en 2018 (CLC).

## Toponymie
Le nom de la localité est attesté sous la forme Sanctus Gregorius de Vixa (sans date) (p. de Lisieux).
Saint-Grégoire est un hagiotoponyme, l'église est dédiée à saint Grégoire le Grand.
Son nom se rapporte à l'ancienne forêt du Vièvre dont le nom est évoqué par la terra Guevre citée en 1066 et par la mention foresta Guevra à la fin du XIe siècle.
 
La forêt du Vièvre (Wewra, Wievre, au XIIe siècle) occupait la rive gauche de la Risle, entre Brionne, Lieurey et Pont-Audemer.
 
Ce nom du Vièvre s'apparente à celui du pays de la Woëvre dans la Meuse, l'un et l'autre contenant la racine prélatine wbr, déjà rencontrée dans Saint-Étienne-du-Vauvray. Ou peut-être du latin vipera (serpent, dragon).

## Politique et administration

### Liste des maires
| Période                                  | Période  | Identité           | Étiquette | Qualité       |
| ---------------------------------------- | -------- | ------------------ | --------- | ------------- |
| 2008                                     | 2014     | Dominique BELHACHE | SE        | Fonctionnaire |
| 2014                                     | En cours | Joël DORLÉANS      | SE        | Fonctionnaire |
| Les données manquantes sont à compléter. |          |                    |           |               |

### Jumelage
Les quatorze communes de l’ancien canton de Saint-Georges-du-Vièvre sont jumelées avec :
- Slimbridge (Royaume-Uni)

## Démographie
L'évolution du nombre d'habitants est connue à travers les recensements de la population effectués dans la commune depuis 1793. Pour les communes de moins de 10 000 habitants, une enquête de recensement portant sur toute la population est réalisée tous les cinq ans, les populations de référence des années intermédiaires étant quant à elles estimées par interpolation ou extrapolation. Pour la commune, le premier recensement exhaustif entrant dans le cadre du nouveau dispositif a été réalisé en 2004.

En 2022, la commune comptait 312 habitants, en évolution de −3,41 % par rapport à 2016 (Eure : −0,25 %, France hors Mayotte : +2,11 %).
| 1793  | 1800  | 1806 | 1821 | 1831 | 1836 | 1841 | 1846 | 1851 |
| ----- | ----- | ---- | ---- | ---- | ---- | ---- | ---- | ---- |
| 1 026 | 1 035 | 980  | 974  | 921  | 940  | 981  | 914  | 853  |

| 1856 | 1861 | 1866 | 1872 | 1876 | 1881 | 1886 | 1891 | 1896 |
| ---- | ---- | ---- | ---- | ---- | ---- | ---- | ---- | ---- |
| 787  | 777  | 739  | 647  | 577  | 508  | 501  | 477  | 435  |

| 1901 | 1906 | 1911 | 1921 | 1926 | 1931 | 1936 | 1946 | 1954 |
| ---- | ---- | ---- | ---- | ---- | ---- | ---- | ---- | ---- |
| 380  | 387  | 353  | 342  | 381  | 356  | 314  | 342  | 308  |

| 1962 | 1968 | 1975 | 1982 | 1990 | 1999 | 2004 | 2006 | 2009 |
| ---- | ---- | ---- | ---- | ---- | ---- | ---- | ---- | ---- |
| 311  | 280  | 283  | 301  | 330  | 323  | 333  | 333  | 338  |

| 2014 | 2019 | 2022 | - | - | - | - | - | - |
| ---- | ---- | ---- | - | - | - | - | - | - |
| 327  | 307  | 312  | - | - | - | - | - | - |

## Culture locale et patrimoine

### Lieux et monuments

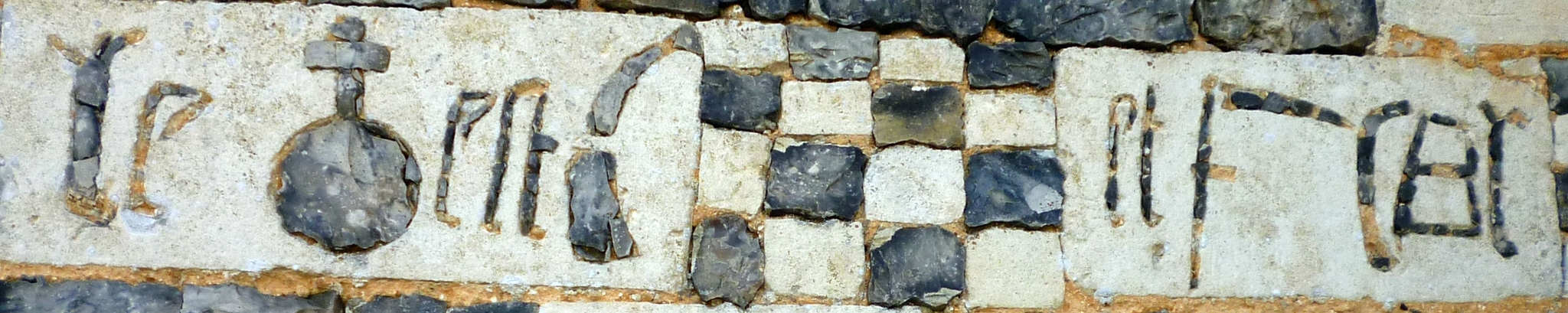
Le rébus au mur Sud de l'église Saint-Grégoire.

Saint-Grégoire-du-Vièvre compte un édifice inscrit au titre des monuments historiques :
- l'église Saint-Grégoire (XIIIe et XVIe),  Inscrit MH (2008)[30]. Le fief dépend des évêques d'Avranches du fait de leur baronnie de Saint-Philbert-sur-Risle. L'édifice, en partie reconstruit après la guerre de Cent Ans, est de plan rectangulaire. Il se compose d'une tour clocher du XIXe siècle appuyée contre la nef en maçonnerie alternée de silex et calcaire. Ce mur présente de nombreux graffitis, des compositions faites de personnages et d'animaux, ainsi qu'un rébus sur le thème de l'injustice du monde, le tout réalisé au XVIe siècle en éclats de silex noir. Les vitraux, datés de 1895-1910, ont été réalisés par Duhamel-Marette et Muraire.

Par ailleurs, la commune compte sur son territoire trois fermes inscrites à l'inventaire général du patrimoine culturel :
- la première, du XVIIIe siècle, au lieu-dit la Noé[31] ;
- la deuxième, du XVIIIe siècle, au lieu-dit la Gioterie[32] ;
- la troisième, du XIXe siècle au lieu-dit la Bretonnière[33].

### Patrimoine naturel

#### ZNIEFF de type 2
- La vallée de la Risle de Brionne à Pont-Audemer, la forêt de Montfort[34].

#### Sites classés
- Les jardins et le parc du château de Launay,  Site classé (1964)[35].  ;
- Le vallon de l'Authou,  Site classé (1993)[36].

#### Site inscrit
- Le château de Launay,  Site inscrit (1993)[37].

### Personnalités liées à la commune
- Louis-Charles Féron (1794 à Saint-Grégoire-du-Vièvre - 1879), prélat catholique qui fut notamment évêque de Clermont.

## Héraldique
| Blason de Saint-Grégoire-du-Vièvre | Blason  | Parti: au 1er d'azur à la croix ancrée d'argent, au 2e de gueules à deux léopards d'or, armés et lampassés d'azur, l'un au-dessus de l'autre; le tout sommé d'un chef échiqueté d'argent et de sable, chargé de deux clés d'or passées en sautoir. |
| Blason de Saint-Grégoire-du-Vièvre | Détails | Les deux léopards sur champs de gueules rappellent les armoiries de la Normandie. Le statut officiel du blason reste à déterminer. |